# Кортасенер
Кортасене́р (рос. Кортасенер, марій. Кортасэҥер) — присілок у складі Моркинського району Марій Ел, Росія. Входить до складу Шалинського сільського поселення.

## Населення
Населення — 74 особи (2010; 131 у 2002).
Національний склад (станом на 2002 рік):
- лучні марійці — 99 %